# Coccyzinae
I Coccizini (Coccyzinae) sono una sottofamiglia di uccelli cuculiformi della famiglia Cuculidae.

## Descrizione
I Coccizini vivono esclusivamente nel Nuovo Mondo ed è la sottofamiglia di Cuculidi che si spinge più a nord, nidificando anche in Canada. Sono inoltre presenti anche su molte isole dei Caraibi. Le specie settentrionali sono comunque grandi migratrici e passano il periodo non riproduttivo in America Centrale o Meridionale. Frequentano soprattutto le zone boscose e le foreste fitte.
Sono uccelli arboricoli, con lunghe code, zampe forti e quasi sempre un sottocoda bianco. Si nutrono di grossi insetti e rettili; le specie insulari, anche a causa della mancanza di uccelli rapaci a minacciarle, sono specializzate nella cattura delle lucertole. A differenza di numerosi cuculi del Vecchio Mondo i Coccizini non sono parassiti di cova obbligati (anche se talvolta alcune specie possono depositare le proprie uova in nidi di altri uccelli), costruiscono un proprio nido sugli alberi e vi depongono due o più uova.

## Specie
La sottofamiglia, che attualmente non ha valore tassonomico per Taxonomy in Flux (TiF) e per l'Unione Ornitologica Internazionale (IOC), comprendeva 2-5 generi ora inseriti nella sottofamiglia Cuculinae.
Alla sottofamiglia appartenevano:
- Genere Coccyzus
  - Cuculo occhirossi o Cuculo becconero (Coccyzus erythropthalmus)
  - Cuculo americano o Cuculo beccogiallo (Coccyzus americanus)
  - Cuculo ventrebianco o Cuculo pettoperlato (Coccyzus euleri)
  - Cuculo delle mangrovie (Coccyzus minor)
  - Cuculo di Cocos (Coccyzus ferrugineus)
  - Cuculo beccoscuro (Coccyzus melacoryphus)
  - Cuculo capogrigio o Cuculo di Lansberg (Coccyzus lansbergi)
  - Cuculo panciacastana o Cuculo ventrecastano americano (Coccyzus pluvialis)
  - Cuculo pettobaio o Cuculo pettorosiccio americano (Coccyzus rufigularis)
  - Cuculo lucertola maggiore (Coccyzus merlini)
  - Cuculo lucertola di Portorico (Coccyzus vieilloti)
  - Cuculo lucertola della Giamaica (Coccyzus vetula)
  - Cuculo lucertola di Hispaniola (Coccyzus longirostris)
- Genere Piaya
  - Cuculo scoiattolo o Cuculo scoiattolo della Cayenna (Piaya cayana)
  - Cuculo scoiattolo ventrenero o Cuculo pancianera (Piaya melanogaster)
- Genere Coccycua
  - Cuculo scoiattolo nano o Cuculo piccolo (Coccycua minuta)
  - Cuculo nano (Coccycua pumila)
  - Cuculo cenerino (Coccycua cinerea)

I cuculi lucertola vengono talvolta inseriti nel genere Saurothera, mentre il cuculo panciacastana e il cuculo pettobaio vengono inseriti nel genere Hyetornis; invece il cuculo scoiattolo nano, il cuculo nano e il cuculo cenerino, vengono talvolta inseriti nel genere Coccyzus.